# अ़
Cette page contient des caractères spéciaux ou non latins. S’ils s’affichent mal (▯, ?, etc.), consultez la page d’aide Unicode.
अ़, appelé a nukta, est une voyelle de l’alphasyllabaire devanagari utilisé dans l’écriture du bantawa (en), du bodo et est aussi parfois utilisée pour translittérer la consonne ʿayn ‹ ع › de l’écriture arabe. Elle est composée d’un a ‹ अ › et d’un point souscrit.

## Utilisation
En bantawa (en), l’a nukta ‹ अ़ › est utilisé pour transcrire une voyelle fermée centrale non arrondie [ɨ], mais certains auteurs utilisent plutôt l’u nukta ‹ उ़ ›, en particulier lorsque celle-ci est produite comme une voyelle fermée postérieure arrondie [ɯ].

## Représentations informatiques
L’a nukta peut être représenté avec les caractères Unicodes suivant :
- décomposé

| formes | représentations | chaînes de caractères | points de code | descriptions                                   |
| ------ | --------------- | --------------------- | -------------- | ---------------------------------------------- |
| pleine | अ़               | अ◌़                    | U+0905 U+093C  | lettre devanagari a, symbole devanagari noukta |

## Sources
- (en) Draft Policy Document For INTERNATIONALIZED DOMAIN NAMES, Language: BORO, CDAC, Department of Information Technology, Ministry of Communications and Information Technology, Government of India, janvier 2012 (lire en ligne), p. 11–12
- (en) Draft Policy Document For INTERNATIONALIZED DOMAIN NAMES IN INDIAN LANGUAGES, CDAC, Department of Information Technology, Ministry of Communications and Information Technology, Government of India, mai 2012 (lire en ligne), p. 19
- (en) Marius Albert Doornenbal, A grammar of Bantawa : grammar, paradigm tables, glossary and texts of a Rai language of Eastern Nepal, 2009 (ISBN 978-94-6093-008-9, présentation en ligne, lotpublications.nl)